# Laura Österberg Kalmari
Laura Elina Österberg Kalmari, nata Kalmari (Kirkkonummi, 27 maggio 1979), è un'ex calciatrice finlandese di ruolo attaccante.
Nella sua oltre decennale carriera, spesa principalmente tra il suo paese natale e la Svezia, fu tra le prime giocatrici finlandesi a giocare, finendovi anche la carriera, per un club professionistico statunitense, lo Sky Blue, indossando inoltre la maglia della nazionale finlandese dal 1996 al 2011, disputando due campionati europei consecutivi, quello di Inghilterra 2005, dove fu semifinalista, e quello in patria del 2009, maturando il primato, poi battuto da Anna Westerlund, di presenze con la Finlandia (130).
Oltre ad aver conquistato numerosi trofei in patria e all'estero, nel 2014 è stata inserita nella hall of fame della Federcalcio finlandese.

## Biografia
Laura Österberg Kalmari è sposata con l'imprenditore svedese Niko Väisänen dall'autunno 2006. Il nome Österberg deriva dal patrigno del marito. Lontano dal campo di calcio ha studiato per diventare insegnante dichiarando che, a carriera conclusa, avrebbe desiderato lavorare come insegnante di scuola primaria.

## Carriera

### Club
Kalmari inizia la sua carriera in patria, entrando a far parte giovanissima della Kyrkslätt Idrottsföreningen (KyIF), società polisportiva della sua città natale, Kirkkonummi, e rimanendo legata alla società dal 1984 al 1995.
Sempre nel 1995 coglie l'occasione per giocare nel suo primo importante club della vicina Helsinki, il Puistolan Urheilijat (PuiU), militando nella squadra che l'anno successivo conquista la sua prima Coppa di Finlandia superando in finale a Espoo le rivali della Capitale Helsinki del HJK con il risultato di 2-1.
Nel 1997, pur rimanendo a Helsinki, si trasferisce al Malmin Palloseura (MPS), squadra con la quale ottiene il suo secondo trofeo in carriera bissando in quella stagione la vittoria in Coppa di Finlandia, superando per 3-1 in finale l'Ilves solo dopo i tempi supplementari.
L'anno successivo firma con l'HJK per quello che fu la squadra con la quale disputò più stagioni, quattro, dal 1998 al 2001, con il solo intermezzo nella squadra universitaria delle Portland Pilots durante la frequentazione ddell'Università di Portland, negli Stati Uniti d'America.
Di ritorno dagli USA veste la maglia dell'HJK per giocare l'edizione inaugurale della UEFA Women's Cup, la futura Champions League femminile, nella quale la sua squadra riesce a giungere alle semifinali, con le svedesi dell'Umeå IK che ne interrompono la corsa superandole in entrambi gli incontri di andata e ritorno.
Libera da impegni contrattuali nel 2002 decide di tornare negli Stati Uniti firmando un contratto con le Boston Renegades facendo il suo esordio in USL W-League in Northeast Division della Eastern Conference, e contribuendo a far conquistare alla sua nuova squadra prima la propria conference e poi il secondo, e consecutivo, titolo nazionale, ottenuto superando in finale le Charlotte Lady Eagles, vincitrici della Central Conference Atlantic Division, con il risultato di 3–0.
Dopo questa seconda esperienza statunitense torna in Europa, scegliendo nuovamente la Svezia ma cambiando club, accasandosi alle campionesse in carica dell'Umeå IK dalla stagione 2003. Qui rimane per due anni sempre ad alti livelli, cogliendo nel primo un 2º posto in Damallsvenskan e la sua prima Coppa di Svezia, ripetendo il risultato l'anno successivo in campionato pur con la migliore coppia d'attacco della stagione, lei e la brasiliana Marta, che pur fallendo il titolo con 22 reti a testa si aggiudicano a pari merito la classifica dei capocannonieri. Inoltre arrivata in organico in tempo per disputare la fase finale della UEFA Women's Cup 2002-2003, conquista assieme alle compagne il suo primo trofeo internazionale per lei e per il club ripetendosi anche nell'edizione successiva.
Al termine della stagione 2004 decide di trasferirsi nuovamente, firmando un contratto con il Djurgården/Älvsjö, club con sede a Stoccolma con il quale rimane i due anni successivi. Qui alla stagione di debutto contribuisce con i suoi 4 gol a far raggiungere alla sua squadra un 3º posto in campionato, migliorandosi in quello successivo siglandone 12, con la squadra che chiude al 2º posto pur se a ben 19 punti dalla capolista Umeå IK.

## Palmarès

### Club

#### Competizioni nazionali
- Campionato finlandese: 4

HJK: 1998, 1999, 2000, 2001
- Coppa di Finlandia: 5

PuiU: 1996
MPS: 1997
HJK: 1998, 1999, 2000
- Coppa di Svezia: 2

Umeå IK: 2003
Djurgården/Älvsjö: 2005

#### Competizioni internazionali
- UEFA Women's Cup: 2

Umeå IK: 2002-2003, 2003-2004

### Individuale
- Capocannoniere del campionato svedese: 1

2004 (22 reti, a pari merito con Marta)
- Giocatrice finlandese dell'anno: 5

1999, 2003, 2006, 2009 e 2010